# Škrljevo (Šentrupert, Slovenija)
Škrljevo je naselje u slovenskoj Općini Šentrupertu. Škrljevo se nalazi u pokrajini Dolenjskoj i statističkoj regiji Jugoistočnoj Sloveniji. 

## Stanovništvo
Prema popisu stanovništva iz 2002. godine naselje je imalo 82 stanovnika.